# Fernando Jiménez
Fernando Justiniano Jiménez Sánchez (Cartago; 3 de diciembre de 1939-Turrialba; 23 de diciembre de 2010) fue un futbolista costarricense que jugaba como defensa.

## Trayectoria
Inició su carrera en el Cartaginés de su ciudad natal en 1956. Pasó al Águila de la Primera División de El Salvador en 1959, logrando ganar el título de la Primera División dos veces.
En 1968 el Toronto Falcons de la North American Soccer League fichó a los centroamericanos Julio Fonseca, Charles Soto, Raúl Magaña, Ricardo Clark y a él. El club desapareció este mismo año por problemas económicos a pesar de haber hecho una aceptable campaña.

## Selección nacional
En marzo de 1965, disputó el Campeonato de Naciones de la Concacaf en Guatemala, donde logró un tercer lugar. Luego estuvo en el Campeonato de Naciones 1969, obteniendo el trofeo de local en Costa Rica.

### Participaciones en Campeonatos Concacaf
| Copa                                          | Sede       | Resultado     | Part. | Goles |
| --------------------------------------------- | ---------- | ------------- | ----- | ----- |
| Campeonato de Naciones de la Concacaf de 1965 | Guatemala  | Tercer puesto | 5     | 0     |
| Campeonato de Naciones de la Concacaf de 1969 | Costa Rica | Campeón       | 1     | 0     |

## Clubes
| Club                     | País        | Año       |
| ------------------------ | ----------- | --------- |
| Orión                    | Costa Rica  | 1955-1956 |
| Cartaginés               | Costa Rica  | 1956-1959 |
| La Libertad (cesión)     | Costa Rica  | 1958      |
| Águila                   | El Salvador | 1959-1964 |
| Cartaginés               | Costa Rica  | 1964-1972 |
| Toronto Falcons (cesión) | Canadá      | 1968      |

## Palmarés

### Títulos nacionales
| Título           | Equipo | País        | Año     |
| ---------------- | ------ | ----------- | ------- |
| Primera División | Águila | El Salvador | 1959    |
| Primera División | Águila | El Salvador | 1960-61 |

### Títulos internacionales
| Título                                | Equipo     | Sede     | Año  |
| ------------------------------------- | ---------- | -------- | ---- |
| Campeonato de Naciones de la Concacaf | Costa Rica | San José | 1969 |